# Pilos de Trifília
Pilos (grec antic: Πύλος) fou una antiga ciutat de Trifília, a l'Èlida, vora el riu Alfeu. Al Peloponnès existien dues ciutats més amb el nom de Pilos: Pilos de l'Èlida, al nord, i Pilos de Messènia, al sud.
Només l'esmenta Estrabó, que la situa a 30 estadis de la mar i al nord de Lèpreon. Quan els eleus van conquerir les ciutats de Trifília, Pilos va ser annexionada a Lèpreon. Estrabó diu que aquesta Pilos era la pàtria de Nèstor, perquè vora seu passava el riu Alfeu, on s'estenia el territori governat per ell segons les descripcions d'Homer a la Ilíada, i era l'única de les tres ciutats anomenades Pilos que es trobava lluny de la mar. Això encaixaria amb el relat que Telèmac fa del seu viatge a Pilos a l'Odissea.
Seguint la política d'hel·lenització de la toponímia de l'estat grec, el segle xix la vila de Pirgos fou reanomenada temporalment Pilos de Trifília (grec: Πύλος Τριφυλιακή), però finalment el canvi no quallà.